# Jean-Pierre Boyer (politico)
Jean-Pierre Boyer (Port-au-Prince, 15 febbraio 1776 – Parigi, 9 luglio 1850) è stato un militare e politico haitiano, leader della rivoluzione haitiana insieme a Toussaint Louverture e Jean-Jacques Dessalines, che governò Haiti dal 30 marzo 1818 al 13 marzo 1843 come Presidente della Repubblica di Haiti, annettendo la Repubblica Dominicana ed estendendo la sua autorità su tutta l'isola di Hispaniola.

## Biografia

### Origini e primi anni
Nato il 15 febbraio 1776 a Port-au-Prince, principale centro della colonia francese di Santo Domingo, Jean-Pierre Boyer era un mulatto, figlio di un francese, di professione sarto, e di una schiava africana originaria della Guinea. Poiché il padre era benestante, Boyer poté studiare in Francia ed essere iscritto in un collegio militare di Parigi, arruolandosi in seguito nell'esercito rivoluzionario francese e divenendo comandante di battaglione.

### Il ritorno a Santo Domingo e l'inizio della rivolta
Quando nell'estate del 1791 a Santo Domingo scoppiò la rivolta degli schiavi neri contro i grandi proprietari terrieri bianchi, guidata dall'ex - schiavo affrancato Toussaint Louverture, Boyer fu inviato sull'isola insieme a dei commissari militari per ristabilire l'ordine. Dopo che nel 1794 fu abolita la schiavitù nella colonia, i ribelli si riconciliarono con i francesi, assieme ai quali combatterono gli inglesi che avevano occupato una parte del litorale costiero. Boyer riunì le sue forze con quelle dell'altro generale mulatto, André Rigaud, ma quando tutti gli altri oppositori di Louverture si arresero a lui nel sud dell'isola, si rifugiò in Francia con Rigaud a il suo pupillo, Alexandre Sabes Pétion. Ritornò sull'isola nel gennaio del 1801 insieme al contingente francese guidato dal generale Leclerc, cognato di Napoleone, divenuto nel frattempo Primo Console, inviato nei Caraibi per ristabilire l'autorità coloniale francese. Tuttavia i metodi feroci e brutali del generale e la sua volontà di ristabilire la schiavitù, oltre alla cattura a tradimento di Louverture il 6 maggio 1802, indussero Boyer a passare ai ribelli, ora capitanati da Jean-Jacques Dessalines, che riuscirono a far evacuare la guarnigione francese il 30 novembre 1803, grazie anche al blocco navale operato dalla flotta britannica. Infine, il 1º gennaio 1804, Dessalines proclamò l'indipendenza della Repubblica di Haiti, di cui fu anche il primo Governatore a vita, per poi proclamarsi Imperatore con il nome di Giacomo I. Il suo governo feroce e dispotico gli alienò ben presto le simpatie della popolazione, e nell'ottobre del 1806 fu assassinato in una congiura militare. 

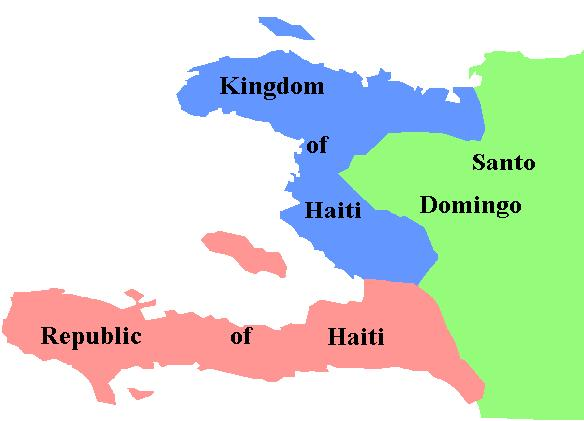
La divisione di Haiti tra il 1806 e il 1820

Il neonato Stato si divise in due entità separate: a nord lo Stato di Haiti, che nel 1811 sarebbe divenuto Regno, con a capo Henri Christophe, e a sud il generale Pétion, in qualità di Presidente della Repubblica di Haiti. Entrambi rappresentavano due concezioni ideologiche e razziali contrapposte: Christophe era il campione della maggioranza della popolazione nera del nord, in maggioranza contadina, mentre Pétion rappresentava il simbolo del potere della borghesia mulatta del sud, piccola ma economicamente influente. Boyer ovviamente si schierò con il secondo contendente, di cui divenne il braccio militare.

### La carriera politica
Nel 1816, grazie ad una riforma della Costituzione, Pétion si vide rafforzati i suoi poteri presidenziali, come la facoltà di scegliere un successore, con la ragione di difendere la Nazione da attacchi stranieri. Il presidente haitiano individuò in Boyer il suo successore, e quando morì, il 29 marzo 1818, questi divenne automaticamente il nuovo Presidente della Repubblica di Haiti. Suo primo intento fu quello di riunificare lo Stato diviso in due entità politiche diverse, ma non dovette aspettare molto né versare una sola goccia di sangue per una guerra civile, perché nella parte settentrionale dell'isola serpeggiava il malcontento verso il governo autoritario di Henri Christophe, il quale l'8 ottobre 1820 si suicidò piuttosto che subire un colpo di Stato da parte dei suoi generali. Quindi, dopo essersi sbarazzato del figlio ed erede del defunto sovrano, Jacques-Victor Henry, ucciso nel Palazzo di Sans Souci dagli insorti dieci giorni dopo il suicidio del padre, il nord del Paese fu riunito con il sud nella Repubblica di Haiti sotto la presidenza di Boyer. Una volta riunificato il Paese, il presidente haitiano intraprese una campagna militare per annettere la vicina Repubblica Dominicana, che occupa la parte orientale dell'isola: invaso il Paese con 50.000 soldati, Boyer il 9 febbraio 1822 entrò nella capitale Santo Domingo, dove il governatore Núñez de Cáceres gli consegnò le chiavi della città. Così, per la prima volta, tutta l'antica isola di Hispaniola fu unificata sotto un'unica egemonia politica, e tale rimase per circa venti anni. Durante l'occupazione haitiana, i dominicani videro applicare riforme che, se da una lato furono progressiste, dall'altro suscitarono molto malcontento: abolizione della schiavitù, riforma agraria, redistribuzione delle terre a ufficiali haitiani a discapito di quelli locali, imposizione della leva obbligatoria, un atteggiamento ostile verso il clero cattolico. Anche in campo internazionale Boyer conseguì importanti successi, come quando il 28 marzo 1825 firmò un accordo con il re Carlo X di Francia, il quale acconsentiva a riconoscere diplomaticamente la Repubblica di Haiti in cambio di un indennizzo di 150 milioni di franchi in oro per ripagare i proprietari terrieri francesi degli espropri delle loro piantagioni. Malgrado la cifra rappresentasse il ricavato di circa dieci anni di entrate annuali, il presidente accettò, e nel giro di un anno Haiti fu riconosciuta da quasi tutti i Paesi europei e americani, eccetto gli Stati Uniti. Per pagare il pesante indennizzo, Boyer dovette imporre una tassa speciale che lo rese molto impopolare, negoziando al contempo un prestito di 30 milioni, mentre chiedeva una riduzione della cifra imposta, ridotta a 90 milioni nel febbraio del 1838. Il presidente haitiano fu anche un importante legislatore, che varò nel maggio 1826 un codice rurale che istituiva il capo agrario e imponeva le corvée per la manutenzione delle strade.

### L'esilio e la morte
La presidenza di Boyer durò fino al 1843: nel gennaio di quell'anno il sud del Paese, stremato dalla grave crisi economica che aveva gettato la popolazione nella miseria e da un violento terremoto, si ribellò sotto la guida del generale Charles Riviere-Herard. Dopo che le sue truppe vennero sconfitte, Boyer il 13 febbraio si dimise e dovette andare in esilio, prima in Giamaica e poi in Francia, dove morì a Parigi il 9 luglio 1850, a 74 anni. I suoi discendenti vivono ancora oggi ad Haiti.